# Jean-François-Marie Le Pappe de Trévern
Pour les articles homonymes, voir Pappe.
Jean-François Marie Le Pappe de Trévern (22 octobre 1754, Morlaix - 27 août 1842, Strasbourg) était un religieux français, évêque d'Aire puis évêque de Strasbourg.

## Biographie

### Jeunesse et formation
Jean-François Marie Le Pappe de Trévern est né le 22 octobre 1754 à Morlaix dans le Finistère, dans une des familles les plus honorables de la Basse-Bretagne. Ses premières études se passent à Quimper, pour se terminer ensuite au collège Duplessis-Richelieu à Paris, tête de classe il s'intéresse alors particulièrement aux poètes, dont la culture agrémenteront toute sa vie ses discours. En 1775 il entre au séminaire Saint-Magloire, il y devient maître de conférences, il suit aussi des cours à la Sorbonne. Il obtient un doctorat en théologie en 1784,, il reçoit l'ordre de la prêtrise cette même année.

### Prêtrise
Après son ordination, Jean-François Marie Le Pappe de Trévern est nommé vicaire général par César-Guillaume de La Luzerne alors évêque de Langres, il prend part aux travaux de son évêque décrit alors comme « savant et infatigable apologiste de la religion ».
Le 23 mars 1789, il signe en qualité d'abbé commendataire de Mores et président de l'ordre du clergé, le cahier de doléances de la chambre du clergé du bailliage et comté de Bar-sur-Seine.

### Épiscopat
- 1823 : est nommé évêque d'Aire
- 1826 : est nommé évêque de Strasbourg
- 1842 : décède à l'âge de 87 ans

## Armes
D'argent au pappe de sable posé sur une terrasse de sinople traversé d'une flèche de pourpre posée en barre la pointe en haut.

## Distinction
- Chevalier de la Légion d'honneur (30 avril 1836)[5]